# セット港の眺め
『セット港の眺め』（セットこうのながめ、仏: Vue du Port de Sète）は、フランス王国の画家クロード・ジョセフ・ヴェルネが描いた絵画。連作『フランスの港』を構成する一作品である。

## 解説
クロード・ジョセフ・ヴェルネは、連作『フランスの港』を描くために1756年10月にセットを訪れた。この地でヴェルネは、嵐に見舞われた動きのある海を描こうと考えた。ヴェルネ曰く、「それを描くならば、国王（ルイ15世）のために制作する数々の作品のなかでもかなり珍しい効果を生むことになるだろう」
王室建造物局総監のマリニー侯爵アベル＝フランソワ・ポワソン・ド・ヴァンディエールは、陸側からしか海を見たことがない人々にとっては、沖に小さく描かれたものがセット港と町であると認識できないのではないかと書簡を送って指摘し、ヴェルネの構想に反対した。しかしヴェルネは、悪天候はこの地の特徴のひとつであると言って嵐の光景を描くことを主張し続け、ついにはマリニー侯爵の譲歩を勝ち取った。
こうした経緯で完成した絵画『セット港の眺め』は、連作のなかで唯一の嵐の光景を描いた作品となった。1757年のサロンでは、その独創性が称賛された。